# Martin Mark
Martin Mark (* 1961 in Freiburg im Breisgau) ist ein deutscher römisch-katholischer Priester und Theologe (Alttestamentler).

## Leben
Martin Mark studierte von 1981 bis 1986 Katholische Theologie an der Albert-Ludwigs-Universität in Freiburg im Breisgau und an der Päpstlichen Universität Gregoriana in Rom. Er war Stipendiat des Cusanuswerkes, einem Begabtenförderungswerk der Deutschen Bischofskonferenz. 1988 empfing er für das Erzbistum Freiburg die Priesterweihe. 1998 wurde er an der Johannes Gutenberg-Universität Mainz mit einer Dissertation zu Psalm 118 zum Dr. theol. promoviert. 2008 habilitierte er sich mit einer Arbeit zu der personalen Gottesvorstellung im Buch Exodus (Kapitel 33 und 34) an der Universität Regensburg. Mark lehrte als Privatdozent und hatte Vertretungsprofessuren an den Universitäten Kassel, Würzburg, Regensburg und Luzern inne.
2013 erhielt er einen Ruf auf die Professur für die Exegese des Alten Testaments an die Theologische Fakultät der Universität Luzern. Von 2014 bis 2017 war er Dekan der Theologischen Fakultät in Luzern.
Martin Mark wurde zum 31. Juli 2018 freigestellt und auf Ende Januar 2019 gekündigt, gemäß eigenen Aussagen ohne konkrete Angabe von Gründen. Als Dekan sei er auf Unregelmäßigkeiten bei den Finanzströmen gestoßen, insbesondere nicht eingehaltene Dienstwege, fehlende Kontrollmechanismen, Kompetenzüberschreitungen, Begünstigungen, verdeckte Finanzströme und Intransparenz in der Budgetierung und Rechnungsführung, sagte Mark gegenüber Medien. Sein Vorhaben, entsprechende Reformen umzusetzen, sei mit seiner Absetzung als Dekan beendet worden. Die Universität wies die Vorwürfe von Mark als „absolut haltlos“ zurück. Die Kündigung wurde vom Universitätsrat ausgesprochen, dessen Präsident der Luzerner Regierungsrat Reto Wyss ist. In Berichten dokumentierte Mark die von ihm
kritisierten Vorgänge. Die Studentenschaft hatte eine Online-Petition („Stopp: Entlassung Prof. Dr. M. Mark an der Universität Luzern“) initiiert. Ende Januar 2019 nahm die Universität die Kündigung zurück und stimmte der von Martin Mark geforderten ordentlichen Emeritierung per 1. März 2019 zu. Aufgrund dieser Rehabilitierung sicherte der Theologieprofessor seinerseits zu, von weiteren rechtlichen Schritten abzusehen. Über die finanziellen Folgen wurde Stillschweigen vereinbart.
Mark engagiert sich in verschiedenen Fachgremien wie der Arbeitsgemeinschaft der deutschsprachigen Alttestamentlerinnen und Alttestamentler (AGAT) und der Europäischen Gesellschaft für katholische Theologie (ET) sowie der Schweizerischen Theologischen Gesellschaft (SThG). Zudem war er von 2012 bis 2015 Mitglied des Wissenschaftlichen Beirats des Projektes Luzerner Biblisch-liturgischer Kommentar zum Ordo Missae (LuBiLiKOM) und von 2014 bis 2019 Vorstandsmitglied der Schweizerischen Gesellschaft für orientalische Altertumswissenschaft (SGOA). Seit 2013 ist Mark auch leitender Priester des Pastoralraums Malters-Schwarzenberg (Kanton Luzern).

## Schriften
- Meine Stärke und mein Schutz ist der Herr. Poetologisch-theologische Studie zu Psalm 118, Echter, Würzburg 1999, ISBN 3-429-02144-8
- „Mein Angesicht geht“ (Ex 33,14).  Gottes Zusage personaler Führung. Herder, Freiburg 2011,  ISBN 978-3-451-34052-9